# NGC 3186
NGC 3186 este o seyfert 1 galaxy⁠(d) situată în constelația Leul. A fost descoperită în 25 martie 1865 de către Albert Marth.